# William B. McGregor
William Bernard McGregor (født 1952) er en australsk sprogforsker og professor i lingvistik ved Aarhus Universitet. Han arbejder med beskrivelsen af australske sprog, særligt Gooniyandi, Nyulnyul og Warrwa, men også det afrikanske sprog Shua samt lingvistisk typologi og teori, især indenfor hans egen variant af systemisk-funktionel lingvistik, Semiotic Grammar.
McGregor er optaget i Academia Europaea og Fellow of the Australian Academy of the Humanities og blev udnævnt til Ridder af Dannebrog i 2010.

## Biografi
William B. McGregor modtog en ph.d.-grad fra University of Sydney i 1984. I de efterfølgende 10 år havde han en række stillinger ved forskellige universiteter i Australien indtil han kom til Europa, hvor han først var Senior Research Fellow ved KU Leuven i 1998 og derefter Visiting Research Fellow hos Max-Planck-instituttet for psykolingvistik i Nijmegen i halvandet år, hvorefter han blev professor ved Aarhus Universitet i 2000.

## Udvalgte publikationer
- McGregor, William B. (1990). A Functional Grammar of Gooniyandi. Amsterdam: John Benjamins.
- McGregor, William B. (1997). Semiotic grammar. Oxford: Clarendon Press. ISBN 0198236883.
- McGregor, William B. (2011). The Nyulnyul language of Dampier Land, Western Australia (PDF). Canberra: Pacific Linguistics, Australian National University. ISBN 9780858836471. Hentet 10. april 2022.
- McGregor, William B. (2015). Linguistics: An Introduction (2. udgave). London: Bloomsbury. ISBN 9780567483393.
- McGregor, William B. (2021). Neo-Firthian Approaches to Linguistic Typology. Sheffield: Equinox Publishing. ISBN 9781781796665.